# Lista de países por reservas de carvão
A lista de reservas de carvão especifica diferentes tipos de carvão e inclui países com pelo menos 0,1% de participação nas reservas mundiais comprovadas de carvão. Todos os dados foram obtidos do Instituto Federal Alemão de Geociências e Recursos Naturais (BGR) via BP; todos os números estão em milhões de toneladas. 

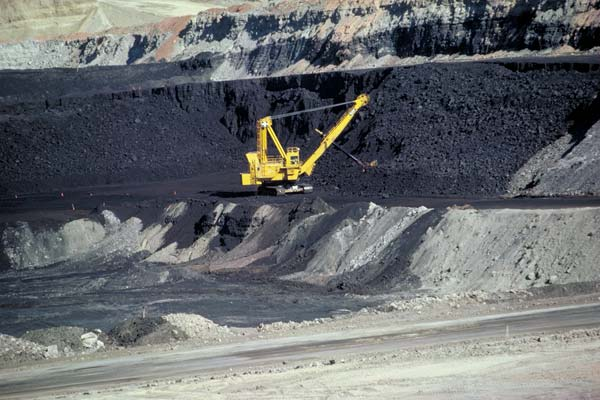
Uma mina de carvão em Wyoming, Estados Unidos. O país tem as maiores reservas de carvão do mundo.

## Contexto
O carvão é uma rocha sedimentar combustível preta ou marrom-escura, formada como estratos rochosos chamados veios de carvão. O carvão é principalmente carbono com quantidades variáveis de outros elementos, como hidrogênio, enxofre, oxigênio e nitrogênio. 
Como um combustível fóssil queimado para aquecimento, o carvão fornece cerca de um quarto da energia primária do mundo e dois quintos de sua eletricidade. 

## Lista
| Classificação | País            | Antracite e betuminoso | Antracite e betuminoso | Sub-betuminoso e linhito | Sub-betuminoso e linhito | Total               | Total |
| Classificação | País            | Toneladas (milhões)    | %                      | Toneladas (milhões)      | %                        | Toneladas (milhões) | %     |
| ------------- | --------------- | ---------------------- | ---------------------- | ------------------------ | ------------------------ | ------------------- | ----- |
| 1             | Estados Unidos  | 220,167                | 30%                    | 30,052                   | 9.4%                     | 250,219             | 24%   |
| 2             | Rússia          | 69,634                 | 9.5%                   | 90,730                   | 28.4%                    | 160,364             | 15%   |
| 3             | Austrália       | 70,927                 | 9.7%                   | 76,508                   | 23.9%                    | 147,435             | 14%   |
| 4             | China           | 130,851                | 17.8%                  | 7,968                    | 2.5%                     | 138,819             | 13%   |
| 5             | Índia           | 96,468                 | 13.1%                  | 4,895                    | 1.5%                     | 101,363             | 10%   |
| 6             | Indonésia       | 26,122                 | 3.6%                   | 10,878                   | 3.4%                     | 37,000              | 4%    |
| 7             | Alemanha        | 3                      | 0%                     | 36,100                   | 11.3%                    | 36,103              | 3%    |
| 8             | Ucrânia         | 32,039                 | 4.4%                   | 2,336                    | 0.7%                     | 34,375              | 3%    |
| 9             | Polônia         | 20,542                 | 2.8%                   | 5,937                    | 1.9%                     | 26,479              | 3%    |
| 10            | Cazaquistão     | 25,605                 | 3.5%                   | 0                        | 0%                       | 25,605              | 2%    |
| 11            | Turquia         | 551                    | 0.1%                   | 10,975                   | 3.4%                     | 11,526              | 1%    |
| 12            | África do Sul   | 9,893                  | 1.3%                   | 0                        | 0%                       | 9,893               | 1%    |
| 13            | Nova Zelândia   | 825                    | 0.1%                   | 6,750                    | 2.1%                     | 7,575               | 1%    |
| 14            | Sérvia          | 402                    | 0.1%                   | 7,112                    | 2.2%                     | 7,514               | 1%    |
| 15            | Brasil          | 1,547                  | 0.2%                   | 5,049                    | 1.6%                     | 6,596               | 1%    |
| 16            | Canadá          | 4,346                  | 0.6%                   | 2,236                    | 0.7%                     | 6,582               | 1%    |
| 17            | Colômbia        | 4,881                  | 0.7%                   | 0                        | 0%                       | 4,881               | 0%    |
| 18            | Paquistão       | 207                    | 0%                     | 2,857                    | 0.9%                     | 3,064               | 0%    |
| 19            | Vietnã          | 3,116                  | 0.4%                   | 244                      | 0.1%                     | 3,360               | 0%    |
| 20            | Hungria         | 276                    | 0%                     | 2,633                    | 0.8%                     | 2,909               | 0%    |
| 21            | Grécia          | 0                      | 0%                     | 2,876                    | 0.9%                     | 2,876               | 0%    |
| 22            | República Checa | 110                    | 0%                     | 2,547                    | 0.8%                     | 2,657               | 0%    |
| 23            | Mongólia        | 1,170                  | 0.2%                   | 1,350                    | 0.4%                     | 2,520               | 0%    |
| 24            | Bulgária        | 192                    | 0%                     | 2,174                    | 0.7%                     | 2,366               | 0%    |
| 25            | Uzbequistão     | 1,375                  | 0.2%                   | 0                        | 0%                       | 1,375               | 0%    |
| 26            | México          | 1,160                  | 0.2%                   | 51                       | 0%                       | 1,211               | 0%    |
| 27            | Espanha         | 868                    | 0.1%                   | 319                      | 0.1%                     | 1,187               | 0%    |
| 28            | Tailândia       | 0                      | 0%                     | 1,063                    | 0.3%                     | 1,063               | 0%    |
| 29            | Venezuela       | 731                    | 0.1%                   | 0                        | 0%                       | 731                 | 0%    |
| –             | Mundo           | 734,903                | 100%                   | 319,879                  | 100%                     | 1,054,782           | 100%  |